# Паліки
Паліки (грец. Παλικοί, від palin — знов) — в давньогрецькій міфології духи сіркових джерел, поряд з Етною, діти Зевса й музи Талії (варіант: Гефеста й Етни), божественні близнята, шановані біля озера Лаго деі Палічі на Сицилії.
Озеро, ширина якого 100 метрів, випаровує отруйні гази, тому в ньому нема риб і водяних птахів. Про культ сил природи в особі божеств згадує багато античних авторів. Святилище Паліків було місцем, де стародавні присягали; на клятвопорушників чекала страшна кара: за свідченням Діодора, боги осліпляли їх. Паліки були також покровителями гнаних.
Вони шанувались, як покровителі здоров'я, землеробства та мореплавства. 